# SC 프라이부르크 II
SC 프라이부르크 II는 독일 협회 축구 클럽 SC 프라이부르크의 리저브팀 으로, 바덴뷔르템비르크주의 프라이부르크를 연고지로 두고 있다. 2005년까지 SC 프라이부르크 아마추어 라는 이름을 사용 했었다.
2001-02년에 독일 컵인 DFB-포칼 1라운드에 처음으로 진출하는 성과를 거두기도 하였다. 레기오날 남서부 우승 후 2021년에 처음으로 3. 리가에서 3위를 거두어 승격을 이뤄내었다.

## 선수 명단

### 현역
참고: FIFA 자격 규정에 따라 소속된 국가대표팀 국기를 표시합니다. 선수는 복수의 FIFA 비회원국 국적을 가지고 있을 수 있습니다.
| 번호 | 포지션 | 국적 | 이름            |
| ---- | ------ | ---- | --------------- |
| 19   | DF     |      | 프란시 부에바리 |

| 번호 | 포지션 | 국적        | 이름            |
| ---- | ------ | ----------- | --------------- |
| 22   | MF     |             | 요한 만잠비     |
| 26   | MF     | 올란드 제도 | 오스카 위클뢰프 |

## 역대 감독
| 감독        | 임기   |
| ----------- | ------ |
| 토마스 슈탐 | 2021 ~ |